# Церковь Одигитрии (Псков)
Церковь Одигитрии (Церковь Одигитрии (Введения) на Печерском подворье) — недействующий православный храм во Пскове. Памятник истории и культуры федерального значения XVII—XIX веков, объект культурного наследия народов России. Находится в углу Среднего города у Мстиславской башни.

## Описание храма
Четырёхстолпный, трехапсидный храм. Первоначально завершался одной большой главой и четырьмя глухими малыми, покрытие единственное в своём роде — на 24 ската. Здание имело важное градостроительное значение.
С запада к четверику пристроен притвор, перекрытый коробовым сводом. К северо-западному углу вплотную примыкает восьмигранная трехъярусная колокольня, украшенная поясами и большими ширинками с выложенными в них из муравлёных и многоцветных изразцов крестами. В первоначальном виде имела шатровое завершение и девять глав.
Сооружен из известняковой плиты, часть деталей выложена из кирпича, обмазан и побелен.

#### Размеры
Длина четверика — 25 м (с притвором — 32 м), ширина — 18 м. Второй по величине храм Пскова.

## История
- 1537 г. строительство каменного храма на подворье Псково-Печерского монастыря.
- 1682 г. Здание церкви Одигитрии XVI в. сильно пострадало от пожара.
- 1685 г. Перестройка храма. Переосвящение церкви во имя Введения во Храм Пресвятой Богородицы.
- 1821—1824 гг. Ремонт храма: появился фронтон на западной стене четверика, пощипцовое покрытие заменили на четырёхскатное, растесали проемы на фасадах, оштукатурена стены, причем были замазаны изразцы. Переделана колокольня, на которой были сделаны пилястры, верхняя часть шатра закрыта четырёхскатной кровлей и ложным барабаном.
- 1866 г. Церковь Введения подверглась очередной перестройке. Колокольня надстроена и увенчана шпилем. 2 октября 1866 г. освящена в первоначальное имя — Божией Матери Одигитрии.
- 1920 г. Храм становится приходским. 5 июня заключен договор религиозного общества Одигитриевской и Казанской церквей с Псковским уездно-городским исполкомом о передаче обществу двух церквей.
- 1922 г. 7 декабря принято решение о закрытии церкви «ввиду необходимости использования помещения для нужд Чудской флотилии».
- 1941—1944 гг. Здание церкви пострадало в годы Великой Отечественной войны: в 1944 г. сгорели деревянные кровли. Немецкие захватчики устроили на подворье госпиталь для пленных красноармейцев.
- 1946—1947 гг. Спегальским Ю. П. составлены реконструкции (в цвете) и проект реставрации (макет выставлен в музее-квартире Спегальского).
- 1952—1953 гг. Исследования храма и составление проекта его реставрации арх. А. И. Хамцовым (ЦНРМ, Москва).
- 1953 г. Провалился барабан, рухнули подпружные арки.
- 1962 г. Работы по консервации по проекту арх. В. А. Лебедевой. Стены четверика надложены и покрыты на два ската, оконные проёмы заложены кирпичной кладкой.
- 1960 г. Постановлением Совета Министров РСФСР № 1327 от 30 августа храм взят под охрану государства, как памятник республиканского значения.
- 1990—1991 гг. ремонтно-консервационные работы.
- С 1975 года здания подворья занимает Псковский областной онкологический диспансер.
- 25 августа 2016 года члены общественного совета по культурному наследию при губернаторе Псковской области проголосовали за передачу храма Одигитрии и комплекса зданий подворья Свято-Успенскому Псково-Печерскому монастырю.
- 31 августа 2016 года по благословению правящего Архиерея Митрополита Псковского и Порховского Евсевия Наместник Псково-Печерского монастыря архимандрит Тихон (Секретарёв) отслужил на подворье первый молебен в честь иконы Божией Матери «Всецарица».

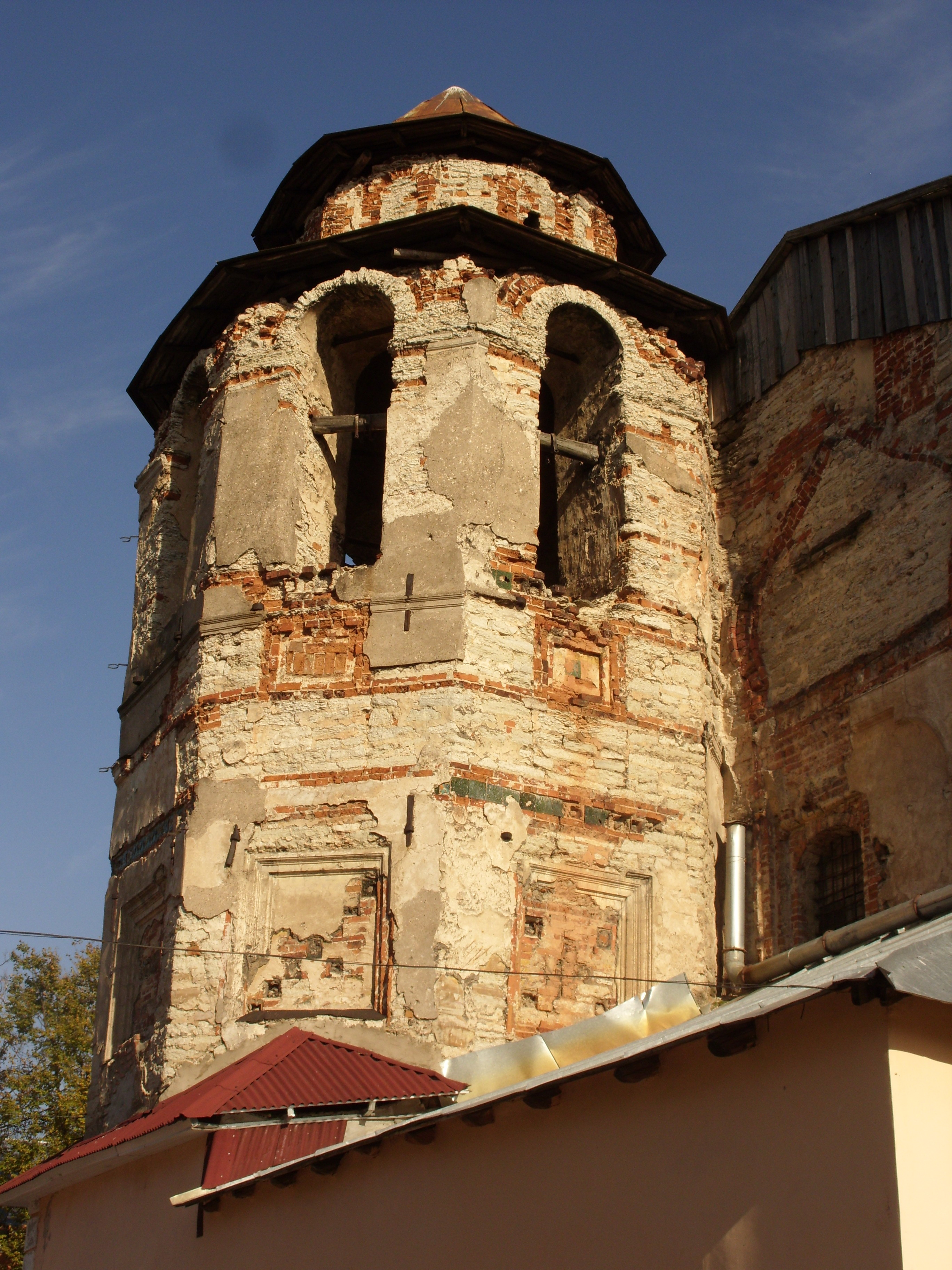
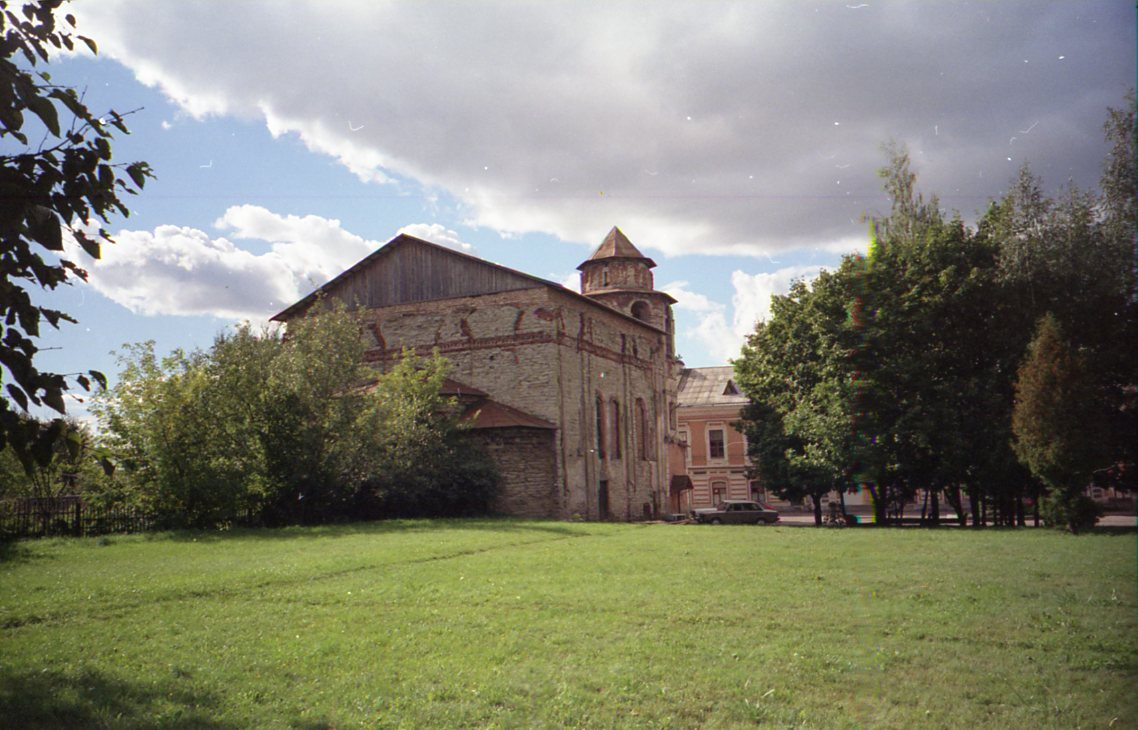
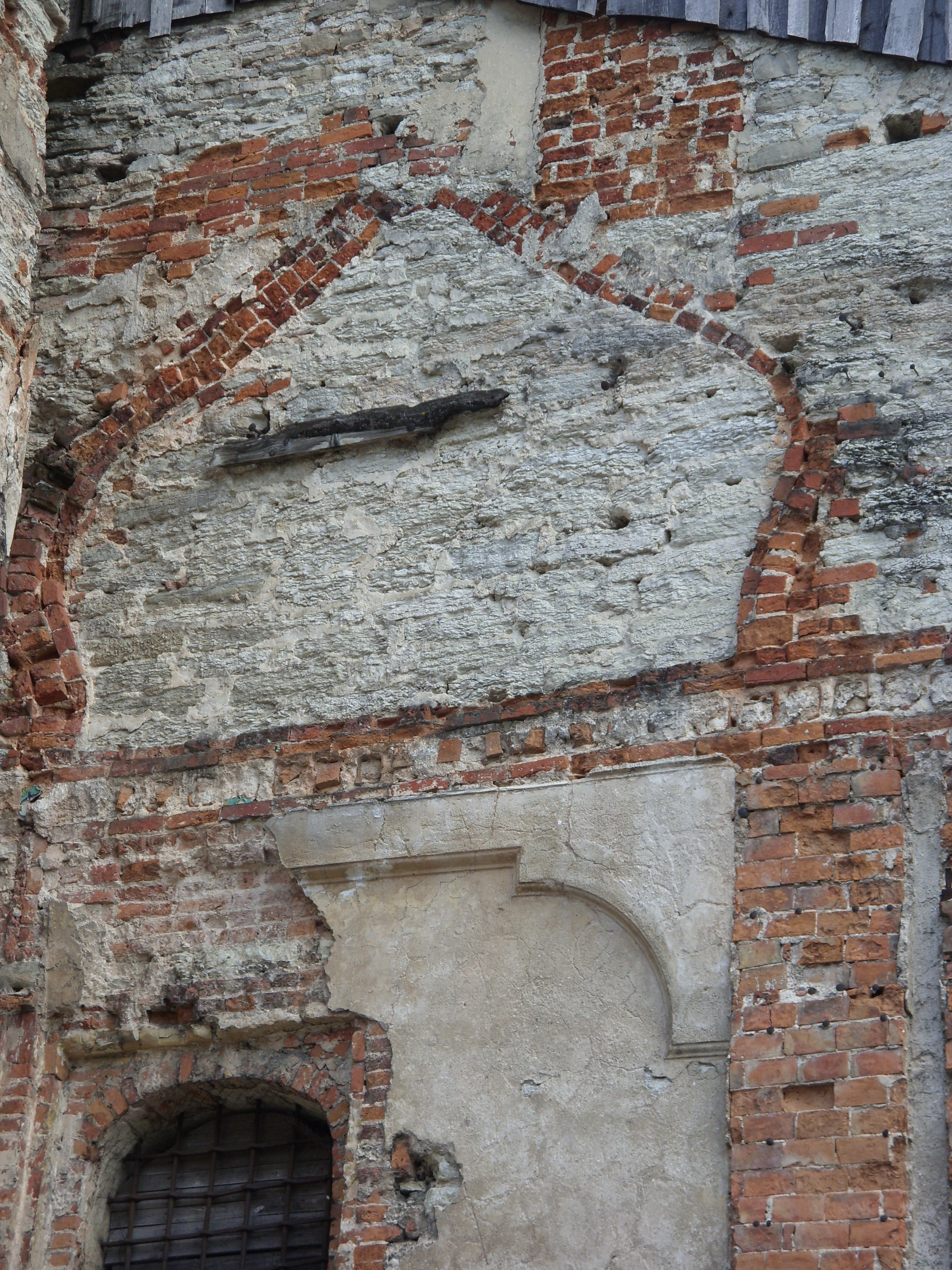